# محرم بک (اسکندریه)
محرم بک (به عربی: محرم بک) یک محله در مصر است که در استان اسکندریه واقع شده‌است.

## صور

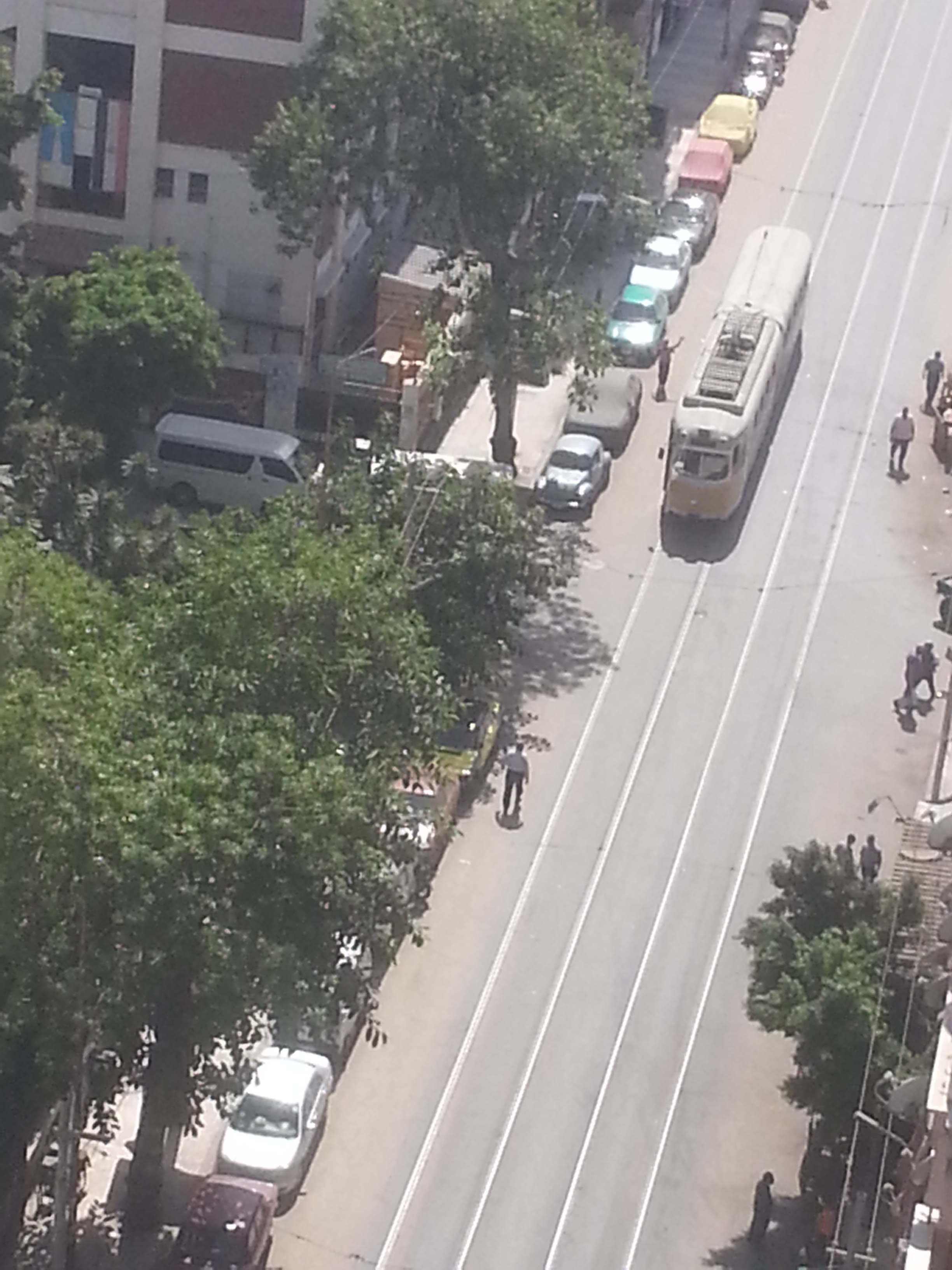
الترام بشارع محرم بك الرئيسي
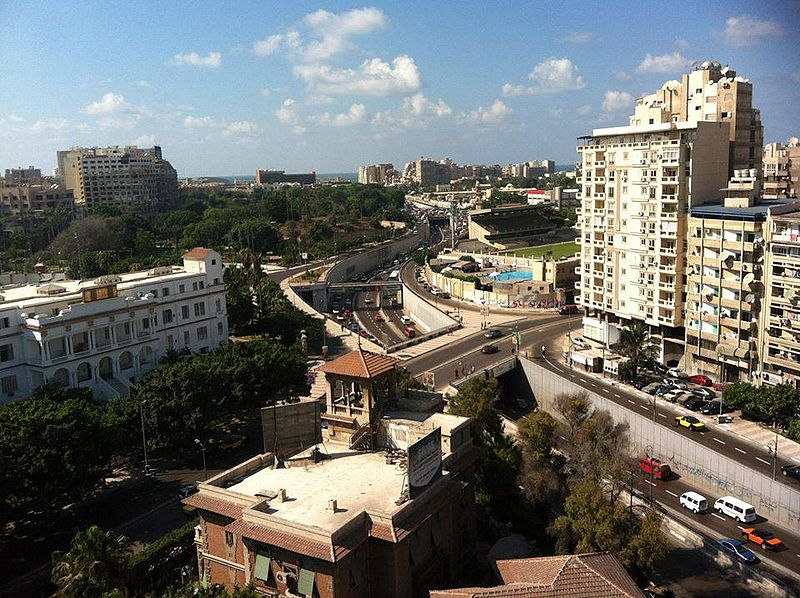
أبور المياة
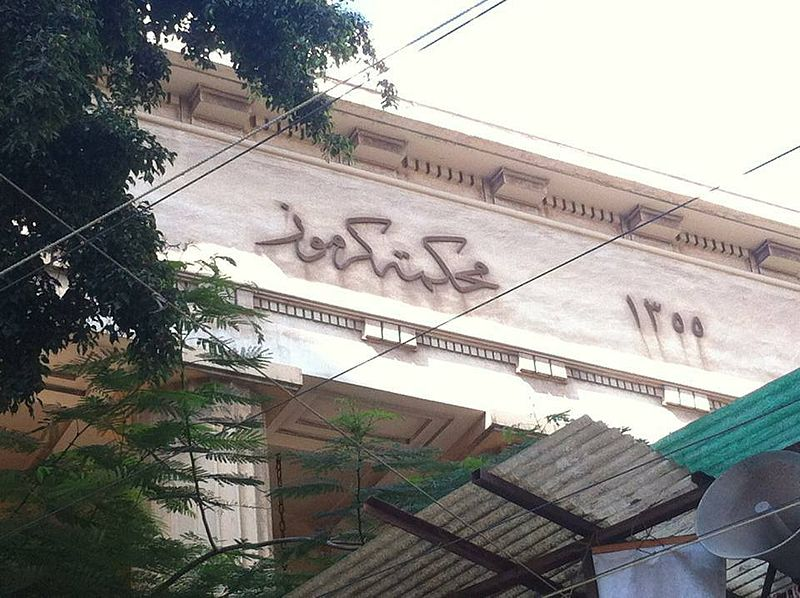
محكمة كرموز
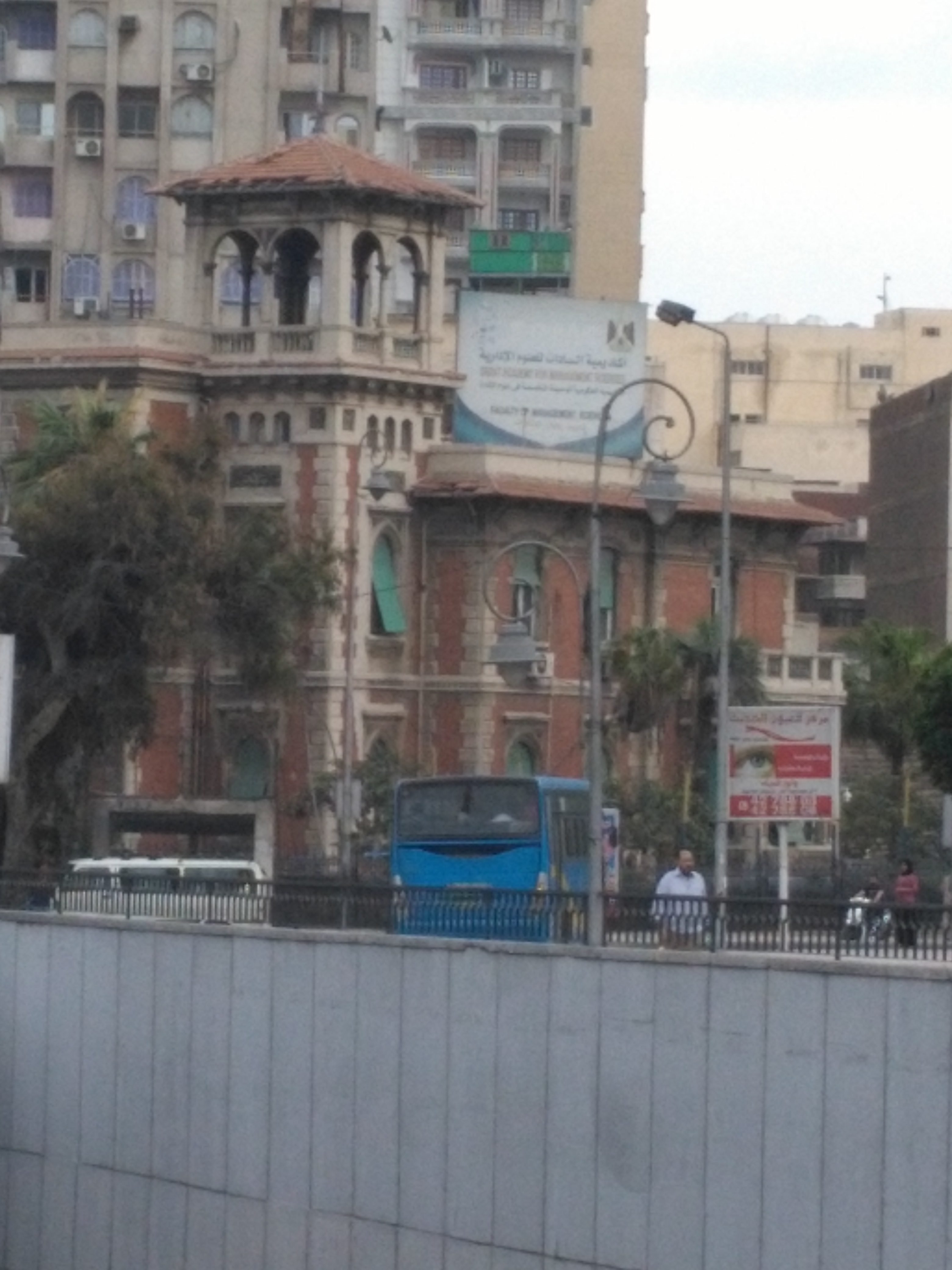
أكاديمية السادات للعلوم الإدارية
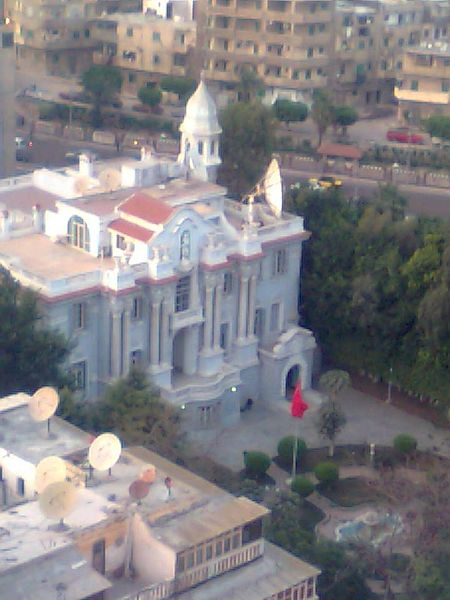
القنصلية الصينية من الداخل
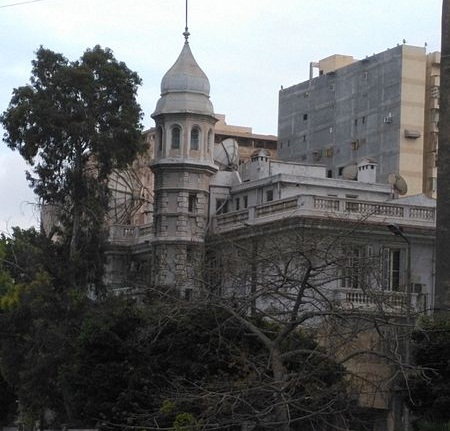
القنصلية الصينية من الخارج
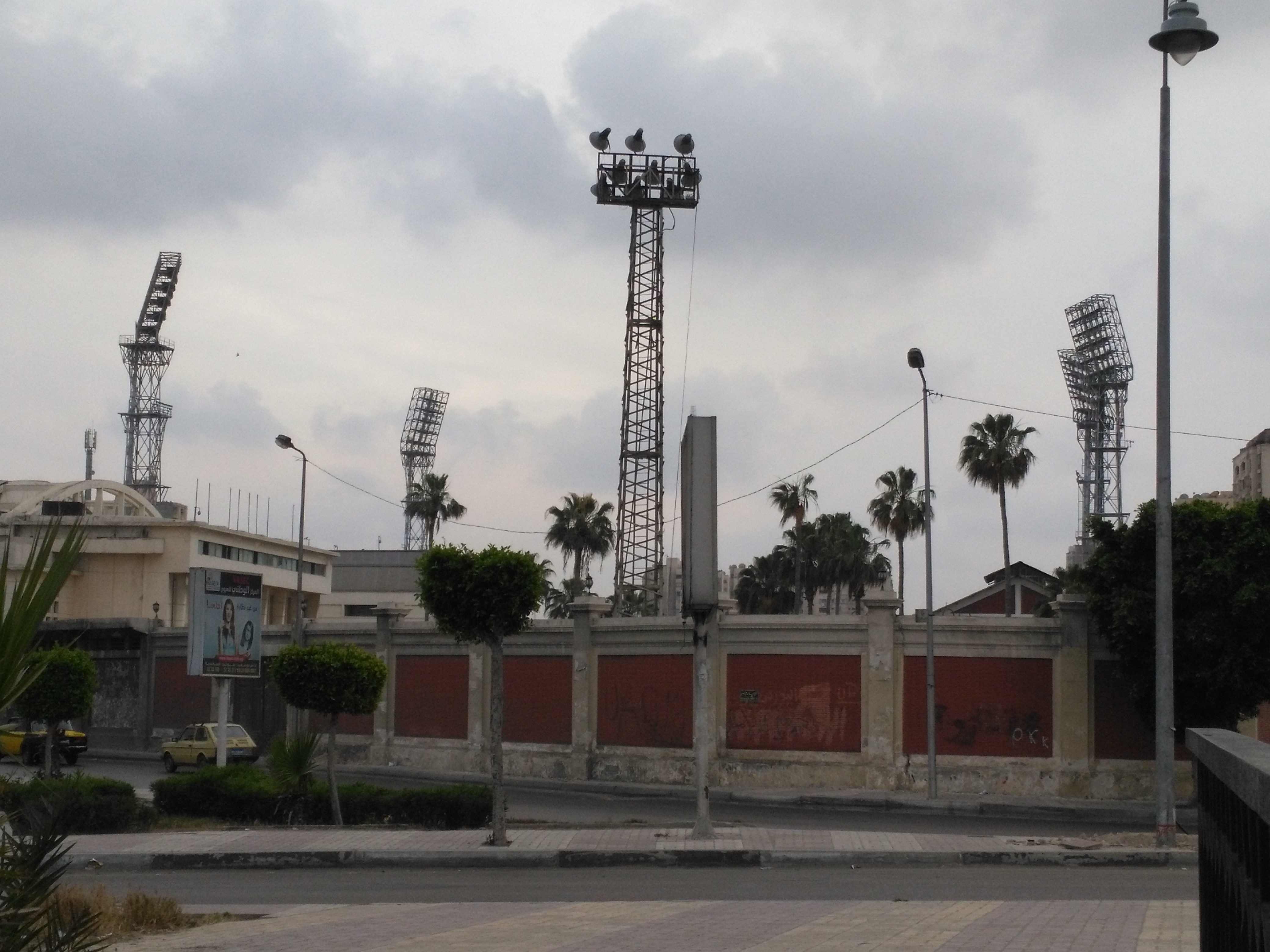
ستاد الإسكندرية
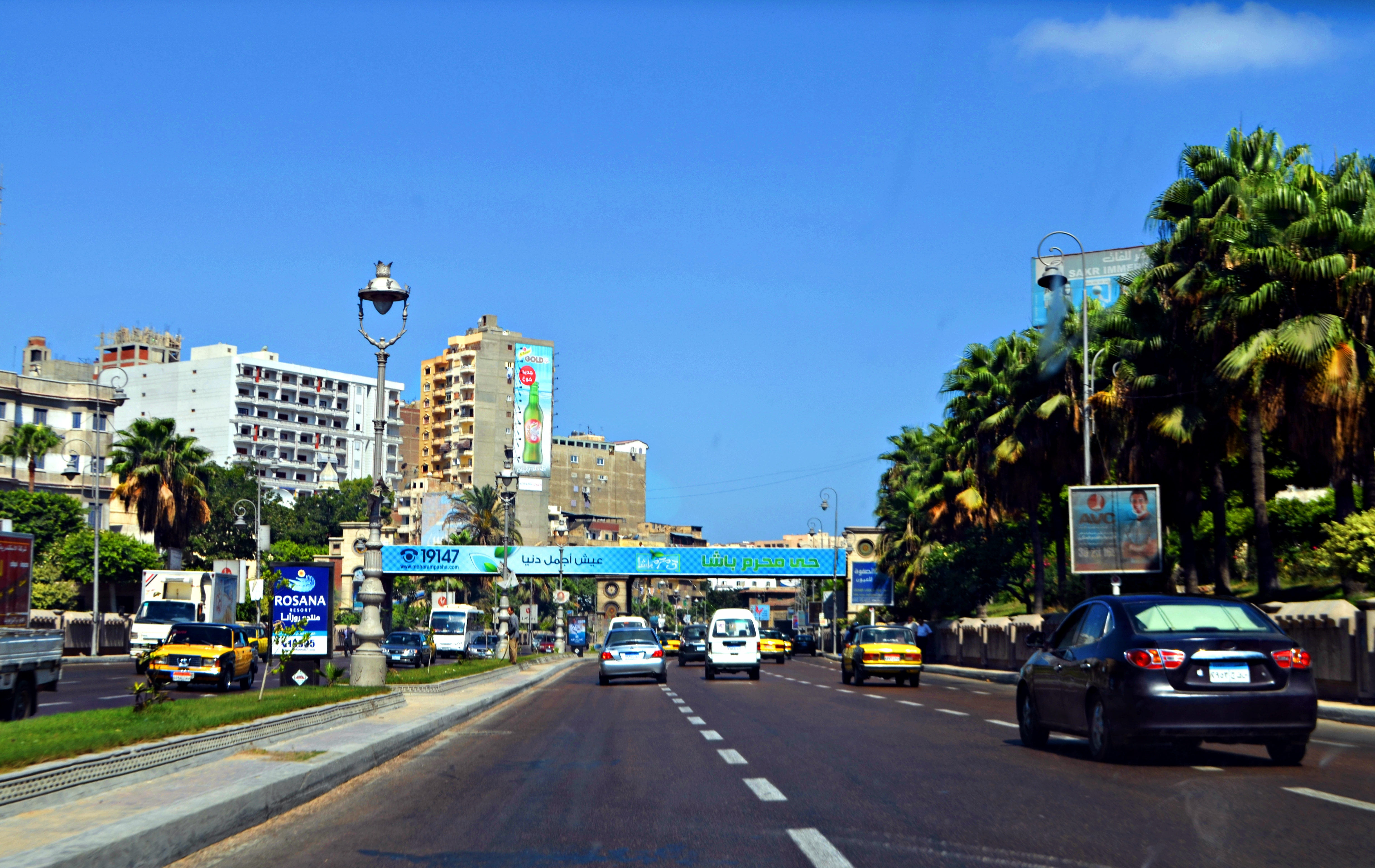
شارع قناة السويس
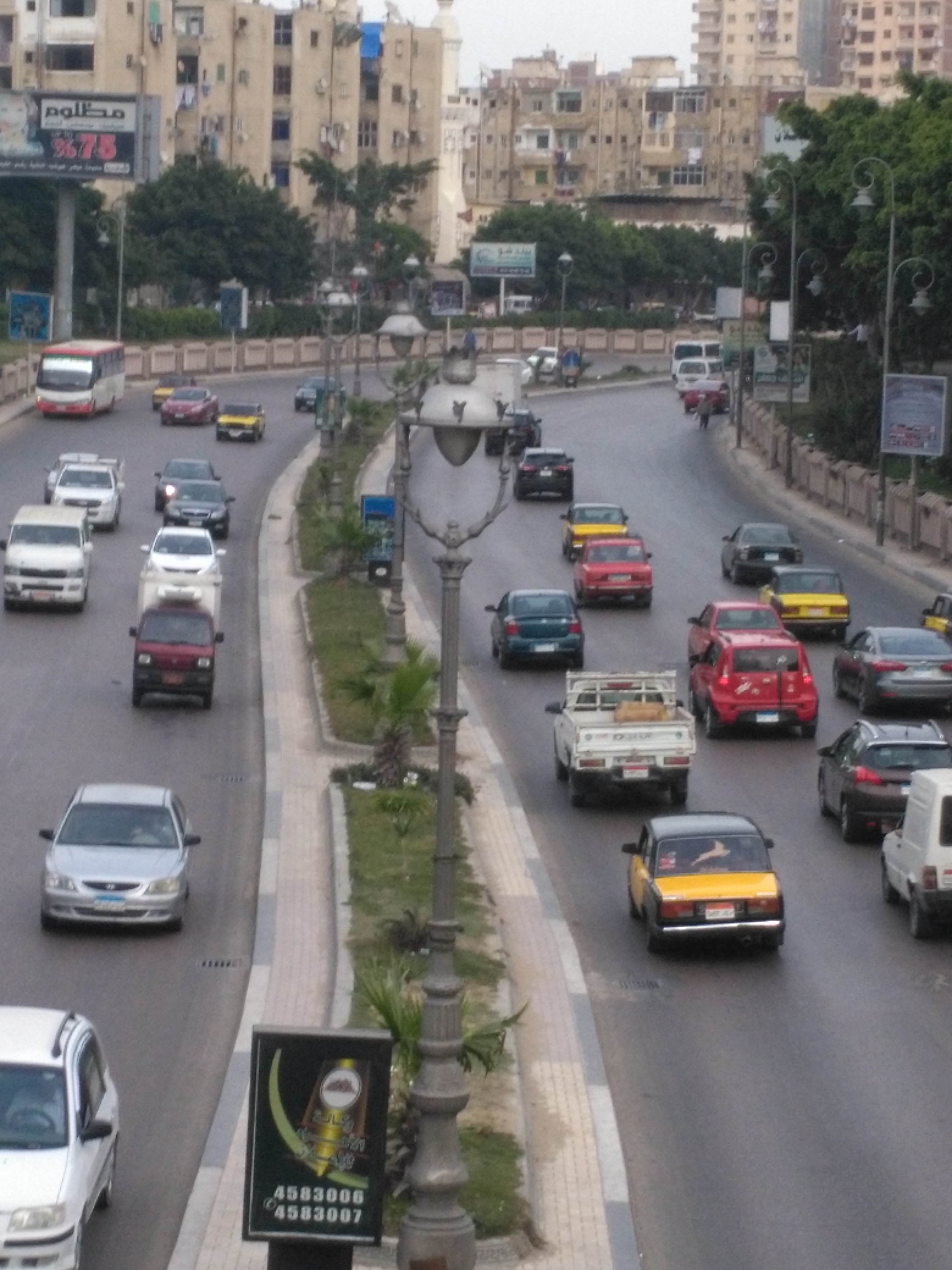
شارع قناة السويس عند جسر المشاة
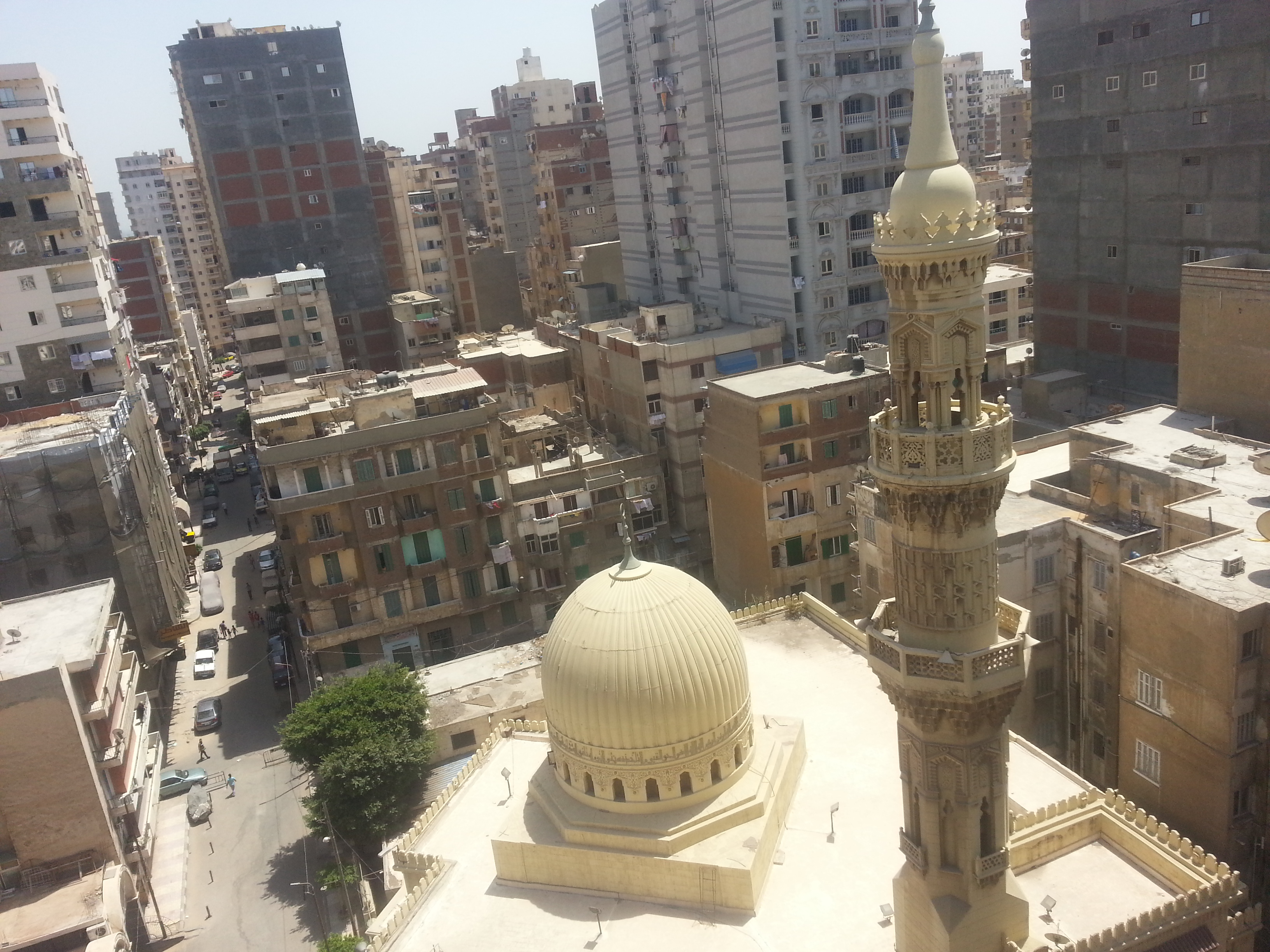
مسجد أولاد الشيخ
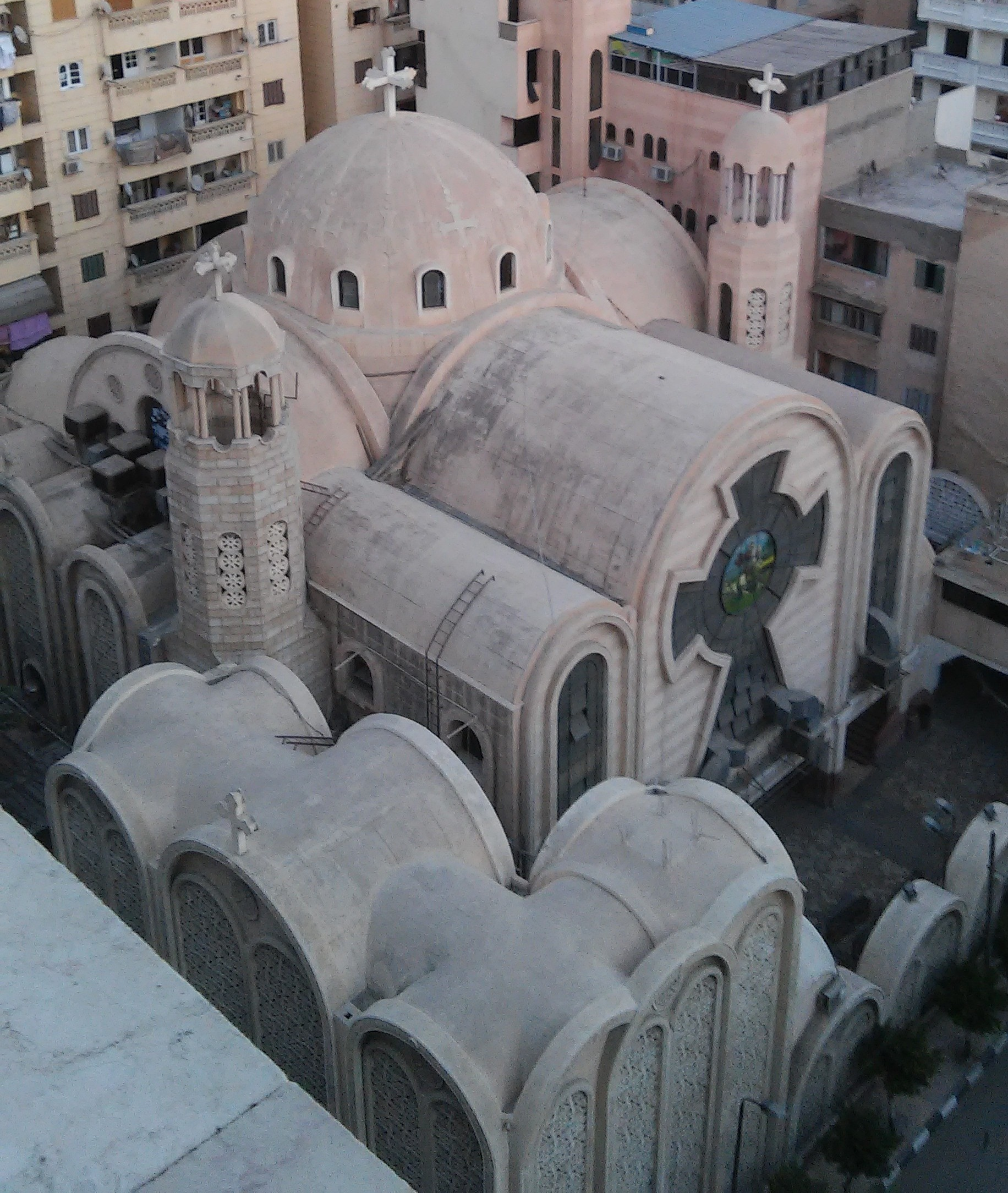
كنيسة مارجرجس
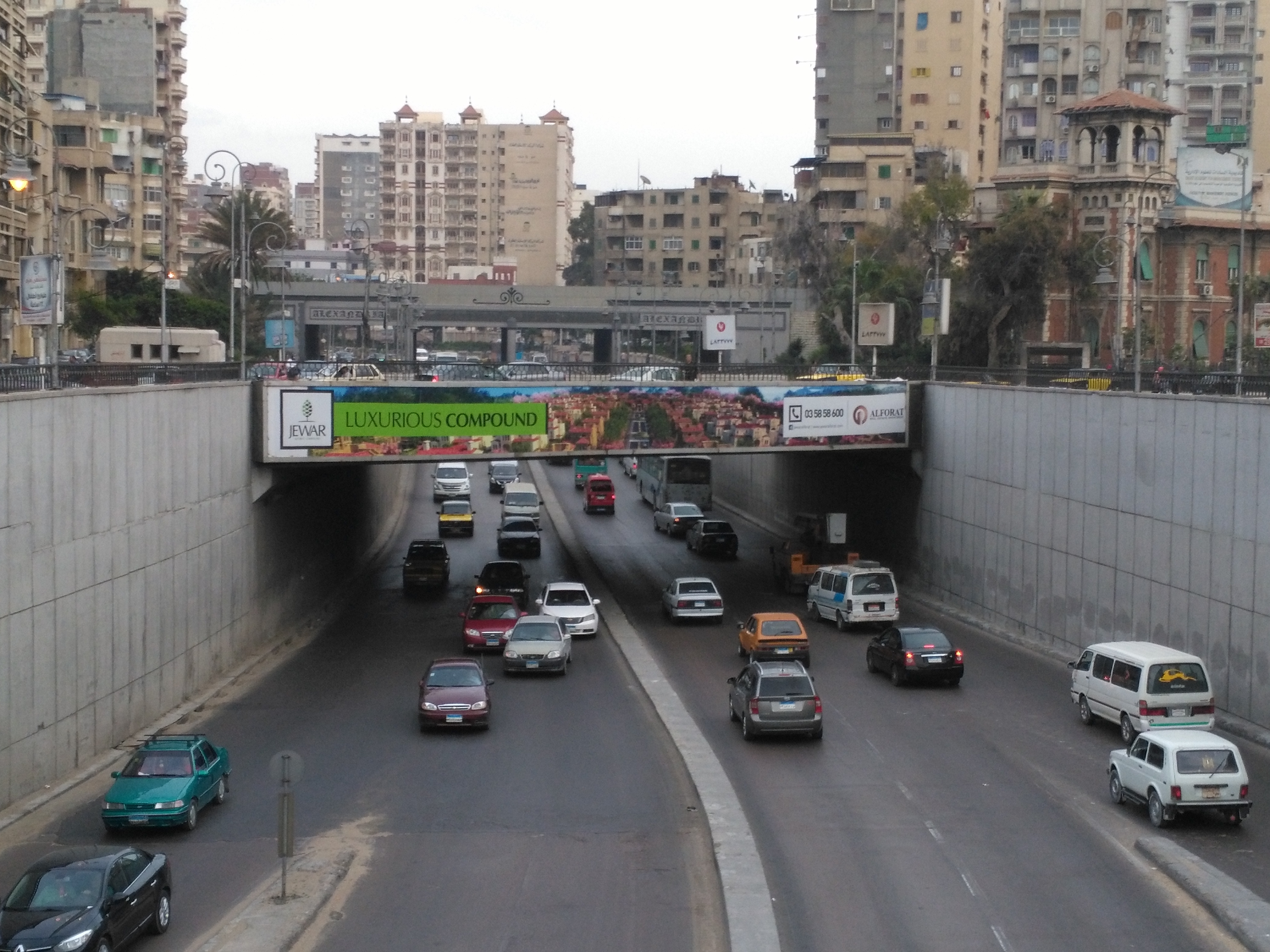
نفق شارع قناة السويس عند جسر السكة الحديد